# Paul von Borcke

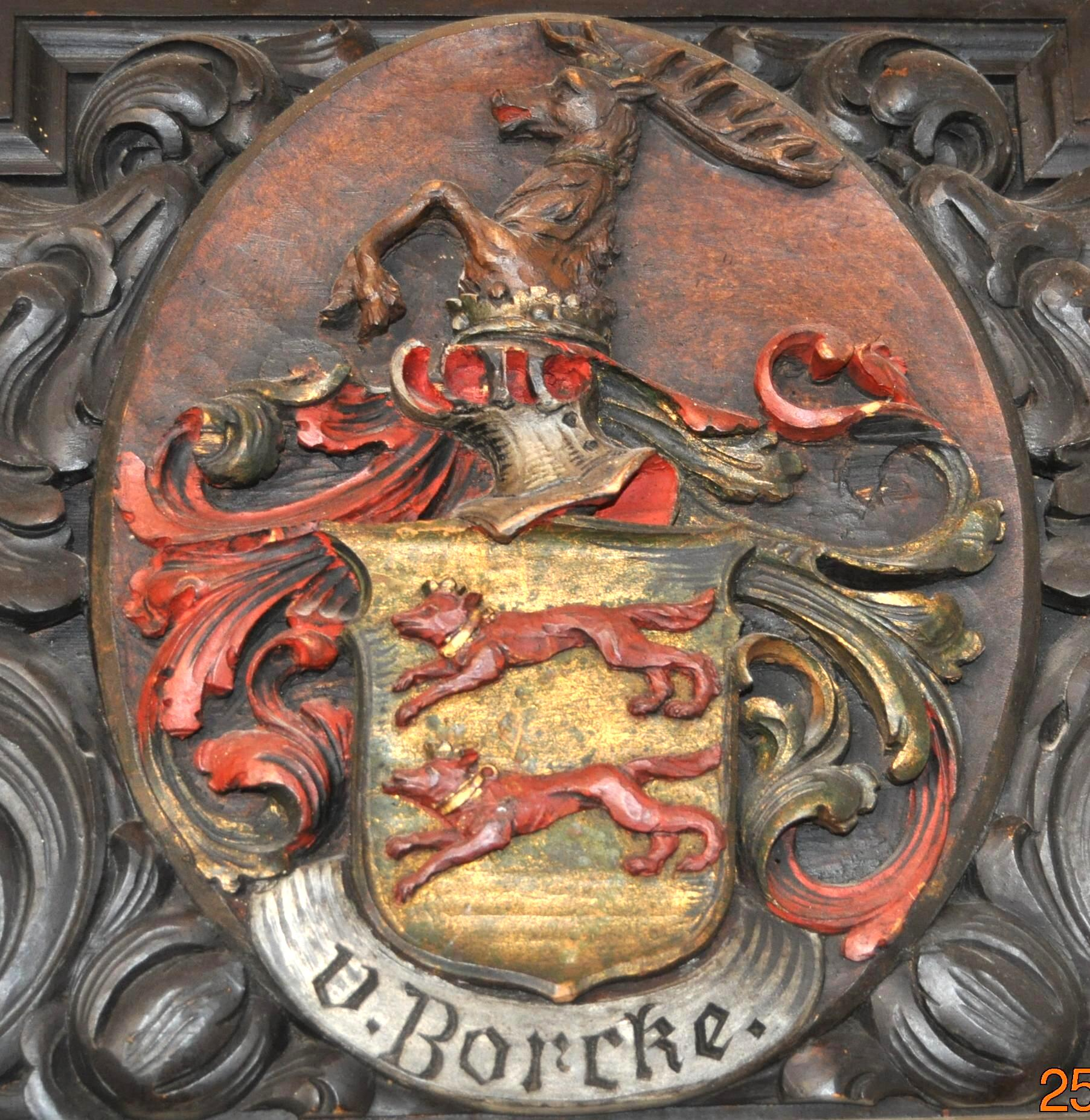
Herb rodowy

Paul Albert Leberecht von Borcke (ur. 30 października 1840 w Grabowie, powiat Regenwalde, zm. 8 stycznia 1893 w Rynowie) — niemiecki właściciel majątku ziemskiego i poseł do parlamentu.

## Kariera
- Ojcem Paula był Otto Gustav Karl Friedrich von Borcke, matką była Louise Sophie Charlotte Karoline Christiane von der Osten[1]
- Paul von Borcke studiował na Ruprecht-Karls-Universität w Heidelbergu
- W 1862 został członkiem Korpusu Saxo-Borussia Heidelberg[2]
- Po ukończeniu studiów wraca do majątków rodzinnych
- Był właścicielem majątku ziemskiego w Rynowie i Tarnowie
- W 1890 kandyduje w wyborach uzupełniających do parlamentu pruskiego
- Zostaje członkiem Pruskiej Izby Reprezentantów z okręgu Stettin 5 (Powiat Naugard, Powiat Regenwalde)
- Należał do frakcji Partii Konserwatywnej w parlamencie
- Do swojej śmierci był posłem
- Zmarł w 1893.